# Masserano
Masserano (Massran in piemontese) è un comune italiano di 1 887 abitanti della provincia di Biella in Piemonte.

## Geografia fisica
Il territorio di Masserano si sviluppa in senso nord-ovest/sud-est nell'estremo lembo sud-orientale del Biellese. Il corso d'acqua principale è il torrente Ostola, che nei pressi del confine con i comuni di Curino e di Casapinta viene sbarrato da una diga e forma il Lago delle Piane. Anche il principale affluente dell'Ostola, il rio Bisingana, bagna il territorio di Masserano segnandone il confine con Brusnengo per alcuni chilometri.
La zona settentrionale del comune è collinare mentre qualche chilometro a sud del capoluogo alla pianura risicola si alternano aree baraggive occupate da una brughiera punteggiata da rade querce. Una parte di questa zona è compresa nella Riserva naturale orientata delle Baragge.

## Storia
Masserano fino al XIX secolo si chiamava Messerano, nome che compare per la prima volta in un documento del 1141. Dapprima sotto la giurisdizione del Vescovo di Vercelli, al quale fu concessa nel 1169, nel 1243 fu ceduta dal legato pontificio Gregorio di Montelongo al Comune di Vercelli assieme ad altri territori, conservando, però, la giurisdizione minore in capo alla diocesi.
Nel 1394 il Vescovo di Vercelli, Lodovico Fieschi, dell'omonima famiglia genovese, ottenne che Masserano, assieme a Crevacuore, venisse infeudata a suo fratello Antonio da papa Bonifacio IX (inizialmente nel feudo era compreso anche Moncrivello, passato ai Savoia nel 1399). I Fieschi tennero il feudo pontificio per quasi quattro secoli; nel 1517 la famiglia assunse il cognome di Ferrero-Fieschi a seguito dell'adozione di Filiberto Ferrero, che unì ai possedimenti dei Fieschi quelli della sua famiglia nel biellese. Il feudo fu elevato a contea nel 1506 da papa Giulio II, a marchesato nel 1547 da papa Paolo III e a principato nel 1598 da papa Clemente VIII (la denominazione completa era Principato di Messerano e Marchesato di Crevacuore). Per un breve periodo, tra il 1566 e il 1588, i Ferrero-Fieschi furono anche marchesi di Romagnano, feudo ereditato dai Borromeo con i quali erano imparentati.
Esasperata dai soprusi dei Ferrero-Fieschi, il 2 luglio 1624 la popolazione insorse contro il principe Francesco Filiberto, assalì il castello, lo saccheggiò e lo distrusse completamente; il principe fu costretto a fuggire e suo figlio primogenito, Carlo Filiberto, venne ucciso.
La natura di feudo pontificio, direttamente dipendente dalla Santa Sede, faceva del principato di Masserano un'entità statale di fatto indipendente. Il 12 luglio 1741 Carlo Emanuele III di Savoia riuscì a farsi nominare, da papa Benedetto XIV, vicario pontificio per il principato, nel 1753 ottenne dal papa la cessione del feudo e il 20 marzo 1767 la rinuncia di ogni diritto sovrano da parte dall'ultimo principe, Vittorio Filippo, che si trasferì in Spagna. Nel 1833, estinti i Ferrero-Fieschi, il titolo di principe di Masserano, ormai privo di legalità, passò al ramo collaterale dei Ferrero della Marmora.
Il 13 dicembre 1798, occupata dalle truppe francesi, Masserano innalzò l'albero della libertà.
Grazie al privilegio di battere moneta, concesso nel 1158 dall'imperatore Federico Barbarossa alla famiglia Fieschi, Masserano è stata sede di una zecca attiva dall'inizio del XVI secolo fino al 1690. Tale zecca coniò principalmente contraffazioni, che ebbero un'ampia diffusione in tutto il continente europeo.

### Sovrani
- Marchese Filiberto Ferrero-Fieschi (1537-1547)
- Besso (1547-1584)
- Principe Francesco Filiberto (1584-1629)
- Paolo Besso (1632-1667)
- Francesco Ludovico (1667-1685)
- Carlo Besso (1685-1720)
- Vittorio Amedeo (1720-1743)
- Vittorio Filippo (1743-1767)
- Carlo Sebastiano (1767-1798)

### Simboli
Lo stemma comunale è stato concesso con decreto del presidente della Repubblica del 23 marzo 1978.
Il gonfalone è un drappo partito di bianco e di rosso.

## Monumenti e luoghi d'interesse
- Polo Museale Masseranese: Palazzo dei Principi di Masserano, Chiesa Collegiata, ex chiesa di San Teonesto, chiesa di Santo Spirito.
- Riserva naturale orientata delle Baragge

## Società

### Evoluzione demografica
Negli ultimi sessanta anni, a partire dal 1961, la popolazione è diminuita del 37 %.
Abitanti censiti

## Infrastrutture e trasporti
Fra il 1930 e il 1958 Masserano ospitò il capolinea della diramazione da Cossato della ferrovia Biella-Cossato-Vallemosso.

## Amministrazione
Di seguito è presentata una tabella relativa alle amministrazioni che si sono succedute in questo comune.
| Periodo        | Periodo          | Primo cittadino      | Partito                             | Carica              | Note  |
| -------------- | ---------------- | -------------------- | ----------------------------------- | ------------------- | ----- |
| 24 aprile 1995 | 14 giugno 1999   | Pier Carlo Gugliotta | centro-sinistra                     | Sindaco             | [ 7 ] |
| 14 giugno 1999 | 14 giugno 2004   | Pier Carlo Gugliotta | lista civica                        | Sindaco             | [ 7 ] |
| 14 giugno 2004 | 14 febbraio 2007 | Stefano Zanone       | lista civica                        | Sindaco             | [ 7 ] |
| 8 giugno 2009  | 1º agosto 2012   | Sergio Fantone       | lista civica                        | Sindaco             | [ 7 ] |
| 20 agosto 2012 | 27 maggio 2013   | Francesca Pezone     |                                     | Comm. straordinario | [ 7 ] |
| 27 maggio 2013 | 10 giugno 2018   | Sergio Fantone       | lista civica Il comune... in comune | Sindaco             | [ 7 ] |
| 11 giugno 2018 | 14 maggio 2023   | Sergio Fantone       | lista civica Il comune... in comune | Sindaco             | [ 7 ] |
| 14 maggio 2023 | in carica        | Andrea Mazzone       | lista civica Il comune... in comune | Sindaco             | [ 7 ] |

## Sport

### Calcio
La principale squadra di calcio della città è l'U.S.D. Masserano Brusnengo 2000 che milita nel girone A biellese di 2ª Categoria. È nata nel 2000.
Poi vi è la squadra dilettantistica dei Tigers Prealpi Biellesi.